# Shinarumpita
La shinarumpita és un mineral de la classe dels sulfats. Rep el nom pel membre Shinarump de la formació Chinle del Triàsic Superior, on es produeix el dipòsit d'urani a la localitat tipus.

## Característiques
La shinarumpita és un sulfat de fórmula química [Co(H₂O)₆][(UO₂)(SO₄)₂(H₂O)]·₄H₂O. Va ser aprovada com a espècie vàlida per l'Associació Mineralògica Internacional l'any 2022, sent publicada en el mes de novembre del mateix any. Cristal·litza en el sistema monoclínic.
Les mostres que van servir per a determinar l'espècie, el que es coneix com a material tipus, es troben conservades a les col·leccions mineralògiques del Museu d'Història Natural del Comtat de Los Angeles, a Los Angeles (Califòrnia) amb els números de catàleg: 76199 76200, 76201 i 76102.

## Formació i jaciments
Va ser descoberta a la mina Scenic, situada a Fry Mesa, dins el districte miner de White Canyon del comtat de San Juan (Utah, Estats Units). Aquesta mina estatunidenca és l'únic indret de tot el planeta on ha estat descrita aquesta espècie mineral.